# Arhipelagul Los Hermanos
Arhipelagul Los Hermanos este un grup de 8 insule mici și este Proprietatea Federală (Dependencias Federales), un teritoriu special al Venezuelei.
Coordonatele arhipelagului: 11°45′N 64°25′V / 11.750°N 64.417°V